# Burni Meluak
Burni Meluak är ett berg i Indonesien.   Det ligger i provinsen Sumatera Utara, i den västra delen av landet, 1 500 km nordväst om huvudstaden Jakarta. Toppen på Burni Meluak är 1 843 meter över havet, eller 107 meter över den omgivande terrängen. Bredden vid basen är 1,1 km.
Terrängen runt Burni Meluak är huvudsakligen kuperad, men söderut är den bergig. Runt Burni Meluak är det glesbefolkat, med 13 invånare per kvadratkilometer. I omgivningarna runt Burni Meluak växer i huvudsak städsegrön lövskog.